# Кефели, Игорь Евгеньевич
И́горь Евге́ньевич Кефели́ (17 февраля 1920 — 26 августа 1980) — советский анатом, доктор медицинских наук, профессор Киевского медицинского института имени А. А. Богомольца.

## Биография
Родился 17 февраля 1920 года в семье врача-терапевта Евгения Ильича Кефели.
В 1944 году окончил Киевский медицинский институт. Ученик М. С. Спирова. В 1950 году выполнил кандидатскую диссертацию по медицине на тему «Васкуляризация полулунного узла тройничного нерва человека», а в 1966 году защитил докторскую диссертацию под названием «Ангиоархитектоника спинного мозга человека». C 1967 года — профессор Киевского мединститута имени А. А. Богомольца, где работал заведующим (1971—1978), профессором (1978—1980) кафедры анатомии.
В годы работы на кафедре начал изучение морфологических основ микроциркуляции в функционально разных органах человека в онтогенезе. Изучал анатомию центральной нервной и кровеносной систем, микроциркуляторное русло спинного мозга и его соединительнотканных структур. Много сделал для внедрения в исследованиях кафедры анатомии человека вопросов развития гемомикроциркуляторного русла в пренатальном периоде развития человека. По словам профессора И. И. Бобрика, «... был непревзойдённым мастером по изготовлению анатомических препаратов».
В 1968 году стал членом КПСС. Автор более 40 научных работ, в том числе пособия для студентов медицинских вузов «Атлас схем по анатомии человека» (1963), востребованного и сегодня.
Под руководством И. Е. Кефели и А. К. Коломийцева в 1978 году кандидатскую диссертацию на тему «Микроваскуляризация седалищного нерва в условиях его де- и регенерации» защитил Ю. Б. Чайковский.
Умер 26 августа 1980 года.

## Основные труды
- К анатомии лимфатических сосудов наружных мышц глаза // Архив анатомии, гистологии и эмбриологии. — 1958. — Т. 35, вып. 2. — С. 80—82.
- Левостороннее положение нижней полой вены // Новый хирургический архив. — 1961. — № 5. — С. 72—73.
- Атлас схем з анатомії людини (кровоносна і периферична нервова системи) : посіб. для студ. мед. ін-тів :  [укр.]. — Киев, 1963. — 200 с.
- Соотношение нервных клеток и капилляров спинного мозга человека // Вопросы морфологии микроциркулярного русла. — Киев, 1974. — С. 82—88.